# Allied Command Transformation
Das Allied Command Transformation (ACT), engl. für Alliiertes Transformations-Kommando, ist neben dem Allied Command Operations (ACO) eines der beiden strategischen Hauptquartiere der NATO, zuständig für die Transformation und untersteht in der NATO-Kommandostruktur dem NATO-Hauptquartier. Der Kommandeur ist der Supreme Allied Commander Transformation (SACT).

## Geschichte

### Entstehung und Kalter Krieg
Das Allied Command Transformation wurde am 10. April 1952 offiziell als Allied Command Atlantic (ACLANT) in Norfolk, Virginia, aufgestellt. Ursprünglich hieß es SACLANT, nach seinem Oberkommandierenden, dem Supreme Allied Commander Atlantic. Der SACLANT US-Admiral Lynde D. McCormick hatte diese Funktion bereits seit dem 30. Januar 1952 inne.
Es wurde aufgestellt um die Schifffahrtsrouten zwischen Nordamerika und Europa zu sichern und um Westeuropa – im Falle eines Angriffs der Sowjetunion – mit US-Truppen und Material zu unterstützen. In Zeiten des Kalten Krieges bestand SACLANT aus zwei Kommandos: WESTLANT und EASTLANT, die zum einen vom Kommandeur der US-Atlantikflotte und zum anderen dem Commander-in-Chief Fleet der Royal Navy gebildet wurden. Nach dem Ende des Kalten Krieges wurde SACLANT und damit auch viele untergeordnete Hauptquartiere reduziert, die über den ganzen Atlantikraum verteilt waren. Jedoch wurden die grundlegenden Strukturen bis zum Prager Gipfel in Tschechien im Jahre 2002 beibehalten.

### Transformation im Jahr 2004
Auf dem Prager Gipfel wurde beschlossen, dass die NATO und ihre Konzepte reformiert werden mussten, um sich an die Herausforderungen, die im 21. Jahrhundert an das Bündnis gestellt werden, anzupassen. Daher wurde die militärische Kommandostruktur der NATO stark verschlankt und effizienter organisiert. Dies wurde durch die Bildung bzw. Umstrukturierung in zwei grundlegende Kommandos realisiert, dem Allied Command Transformation, mit Fokus auf die Strategie und die Transformation des Bündnisses, und dem im Juni 2003 aufgestellten Allied Command Operations (ACO/SHAPE), zuständig für die Operationen der NATO, z. B. mit Mitteln wie der NATO Response Force.

### Rückkehr Frankreichs in die NATO-Kommandostruktur
Nach der Rückkehr Frankreichs in die integrierte NATO-Kommandostruktur 2009 übernahm Frankreich den Kommandeursposten des Supreme Allied Commander Transformation (SACT) in Norfolk und – bis zu dessen Auflösung 2011 – des Allied Joint Command Lisbon in Lissabon. Der SACT war bis dahin zugleich Kommandeur des US Joint Forces Command (USJFCOM).

## Struktur
Das Hauptquartier des ACT (Headquarters Supreme Allied Commander Transformation; HQ SACT) ist das Büro des Supreme Allied Commander Transformation. Seitdem das Allied Command Atlantic zum ACT wurde, wurden auch Kommandeure, die nicht von der Marine kamen, eingesetzt. Das Hauptquartier ist gegliedert in eine Kommandeurgruppe, ein Transformationsdirektorat, eine Transformationsunterstützungsdirektorat, ein Ausbildungsdirektorat sowie die nationalen Verbindungsoffiziere.
Dem ACT direkt unterstellte Einrichtungen sind: das Joint Warfare Centre (JWC) in Stavanger, Norwegen, das Joint Force Training Centre (JFTC) und das Joint Analysis, Training And Education Centre (JATEC) in Bydgoszcz, Polen sowie das Joint Analysis and Lessons Learned Centre (JALLC) in Lissabon, Portugal. Diese Einrichtungen unterstützen das ACT in seinen Bemühungen, die NATO zu transformieren. Außerdem arbeitet es mit einer Vielzahl von Einrichtungen der NATO zusammen, z. B. mit den nationalen und multinationalen Centres of Excellence.